# Kaj Chusrau II
Kaj Chusrau II lub Kajhisrew II (pers. غياث الدين كيخسرو بن كيقباد) (zm. 1246) – sułtan seldżuckiego Sułtanatu Rum, syn Kajkubada I. Panował w latach 1237–1246.
Podczas panowania wpierał rozwój struktur państwa w tym rozwój armii oraz projekty budowlane. W 1240 roku wybuchło powstanie, któremu przewodził szyita Baba Ishak stłumione przez wojska sułtanatu. Osłabienie sułtanatu zostało wykorzystane przez wodza mogołów Bajdżu, którego wojska rozgromiły w 1243 roku wojska sułtanatu w bitwie pod Köse Dağ. Po przegranej bitwie Kaj Chusrau II zbiegł do Ankary, a negocjacje prowadził za pośrednictwem swojego wezyra Muhazzaba ad-Dina, który wynegocjował pokój za cenę uznania zwierzchności władców mongolskich, wypłacenia kontrybucji i rocznego trybutu.